# آلوآر
آلوآر (به اسپانیایی: Aluar) که مختصر شده آلومینیم آرژانتین است، شرکت ذوب آلومینیم آرژانتینی است، که تنها شرکت تولید آلومینیم در آرژانتین و یکی از بزرگ‌ترین تولیدکنندگان آلومینیم در آمریکای جنوبی می‌باشد. شرکت آلوار در سال ۲۰۰۸ معادل ۴۱۰ هزار تن آلومینیم تولید نموده است.